# Голямо-Доляне
Голя́мо-Доля́не (болг. Голямо Доляне) — село в Тирговиштській області Болгарії. Входить до складу общини Антоново.

## Населення
За даними перепису населення 2011 року у селі проживали 5 осіб.
Розподіл населення за віком у 2011 році:
Динаміка населення: